# حياة امرأة (فلم 1959)
حياة امرأة  فيلم دراما مصري من إخراج وتأليف زهير بكير عام 1958. قام بالبطولة تحية كاريوكا وأحمد رمزي وزهرة العلا، وتدور الأحداث حول زوجة يموت زوجها الخائن وتضطر للعمل كراقصة وتصادف مصاعب الحياة في تربية ابنتها الوحيدة.
صدر الفيلم إلى دور العرض المصرية في أول يناير 1959.
منح موقع قاعدة بيانات الأفلام العربية «السينما.كوم» الفيلم درجة 5.3/ 10.

## طاقم التمثيل
تحية كاريوكا: في دور تحية البوريني (الزوجة) / برلنتي (الراقصة)
أحمد رمزي: في دور كمال
زهرة العلا: في دور سميرة حسين عبد الواحد (ابنة تحية البوريني)
حورية حسن: في دور المطربة إحسان (جارة تحية)
سهير البابلي: في دور سهير (ابنة عم كمال)
محمود المليجي: في دور عم كمال (المحامي)
ناهد عبد العزيز: في دور سميرة (في صغرها)
عبد الغني قمر: في دور عبد الصبور المحلاوي
عبد الحميد بدوي: في دور القاضي
أحمد عبد الفتاح: في دور مدير الشركة
أحمد بالي: في دور أستاذ كلية الحقوق
كمال الزيني: في دور الصيدلاني
عباس الدالي: في دور البواب
أنور محمد: في دور وكيل النيابة
بالاشتراك مع: شفيق جلال - محمد شوقي - محسن حسنين - عبد المنعم بسيوني - عادل المهيلمي - ليلى حمدي - عزت عبد الجواد - كمال إمام - فريال محمد - سامي نسيم - فوزية حسن - محمد رفعت - هندية سعيد - علي شكري - نوال أحمد - حمدي مرسي - أحمد زقزوق - عبد السلام الشناوي - أحمد فوزي - السيد محمد عامر - محمود عبد العزيز - محمود عثمان - شكوكو الصغير - نهاد زكي - وفائي كامل - عبد المنعم عبد الرحمن - محمود سامي - كريمة علي - فايزة عبده.

## أغاني الفيلم
كلمات الأغاني: فتحي قورة - أحمد حسن سعد
الحان: بليغ حمدي - منير مراد - إبراهيم حسين
الأغاني: يا حلو مالك ظلمت حالك (حورية حسن)
علشان خدك يا جميل (شفيق جلال)

## أحداث الفيلم
تعيش تحية البوريني (تحية كاريوكا) في الإسكندرية وتسعى للحفاظ على بيتها وإبنتها الصغيرة سميرة (ناهد عبد العزيز)، ولكن زوجها حسين عبد الواحد (محمد الديب) يقيم علاقة مع جارته أمينه (جواهر)، وينفق ماله عليها، مما يدفع تحية لبيع مصاغها للإنفاق على بيتها، وتحذرها جارتها المطربة إحسان (حورية حسن) من زوجها حسين وعلاقة مع أمينه، ولكن تحية لا تصدق، حتى يقدم حسين على الزواج من أمينة. يتعرض حسين، يوم عقد قرانه على أمينة، لحادث سيارة ويلقى مصرعه. تضطر تحية للعمل في شركة، لتعول نفسها وإبنتها، ولكنها كانت دائماً مطمع لزملائها في العمل، وعندما صدتهم، يقوم أحدهم بالاستيلاء على أحد الملفات الهامة، مما تسبب في فصلها من العمل. تسعى جارتها إحسان لتزويجها من عبد الصبور المحلاوي (عبد الغني قمر) الذي رفض الزواج لأن تحية لديها طفلة. تعمل تحية راقصة بالكباريه بعد ان غيرت إسمها إلى «برلنتى»، وتلحق إبنتها سميرة بمدرسة داخلية بمصر. تمر السنوات، وتشتري برلنتى الكباريه من صاحبته، وتغير في الفقرات الفنية، وتمنع الفتيات من مجالسة رواد الكباريه، ويذاع صيتها. تحصل سميرة (زهرة العلا) على الثانوية العامة، وتلتحق بكلية الحقوق، حيث تتعرف على زميلها كمال (أحمد رمزي)، ويتعاهدا على الزواج. كان كمال شاباً يتيماً يقوم برعايته عمه المحامي الثري (محمود المليجي)، وكانت ابنة عمه سهير (سهير البابلي) تطمع في الزواج بابن عمها كمال، الذي كان مشغولا بزميلته سميرة. يلتحق كمال بالعمل في مكتب عمه المحامي، ويعرض كمال على عمه الزواج من سميرة، ويشترط معرفة أصل سميرة وعائلتها. تسعى سهير أيضاً لمعرفة كل شيء عن سميرة، وتعرف ان والدة سميرة راقصة بالأسكندرية، فتسافر إلى الراقصة برلنتي وتطلب منها الرقص في حفل عيد ميلادها بمصر، الذي دعت الكثير من الأصدقاء لحضوره كما دعت سميرة بصحبة كمال للحفل، لتكتشف سميره أن والدتها راقصة. تتعاطف سميرة مع والدتها، وتتفهم الأسباب التي دعتها لإخفاء حياتها عنها، وشكرتها على معاناتها، وتعاطف كمال مع سميرة، التي لا ذنب لها في عمل والدتها. تضطر برلنتي لإيقاف نشاطها، وتعرض الكباريه للبيع، لتفتح مكتب للمحاماة لإبنتها سميرة. تسافر سهير للإسكندرية لمحاولة التأثير على برلنتي، لمنع زواج كمال من سميرة، وفي الكباريه تجد عبد الصبور المحلاوى وهو في حالة سكر، ويتناول زجاجة صبغة للشعر في حضور سهير، ويسقط ميتا، وتسارع سهير بالفرار، ويتم اتهام برلنتى بقتل عبد الصبور باعتباره عشيقها، وتظهر براءتها ويتم تبرئتها.

## استقبال الفيلم
نشرت مجلة الإذاعة والتلفزيون المصرية في 22 ديسمبر 2019 مقالة تحت عنوان «فيلم» حياة امرأة«ناقش قضية حب المصريين للرقص واحتقارهم للراقصات» جاء فيها: «من يتأمل قصة حياة الراقصة تحية كاريوكا سوف يجد المبرر القوي لإقدامها على إنتاج هذا الفيلم... ففى حياة» تحية«من المواقف التي تجعل صعودها إلى نجومية الفن والرقص قدراً مقدراً عليها... أصبحت» تحية كاريوكا«سيدة من سيدات المجتمع السياسى والفنى، وتحولت إلى» مناضلة«، وتعرفت إلى» الضباط الأحرار«ودخلت السجن عقب قيام ثورة يوليو 1952، وعاشت طوال سنوات حكم الرئيس عبدالناصر والسادات ومبارك، وناضلت وهي عجوز من أجل مصالح الفنانين»، وقارنت المقالة بين فيلم «حياة امرأة» وفيلم «خلي بالك من زوزو» وكتبت: «رغم أن فيلم» خلى بالك من زوزو«قدم نفس الفكرة بمشاركة تحية كاريوكا، للمرة الثانية... ارتقت» تحية كاريوكا«بالرقص الشرقي، وقدمت نموذجا للراقصة المثقفة المنخرطة في الشأن السياسي، المدافعة عن قضايا وطنها، لكن هناك عشرات الموانع الأخلاقية التي تعيش في أذهان الناس تجعلهم يكرهون هذه المهنة التي هي في الوقت ذاته مصدر من مصادر متعتهم».

## روابط خارجية
- مقالات تستعمل روابط فنية بلا صلة مع ويكي بيانات
- حياة امرأة على الدهليز
- حياة امرأة على كاروهات